# Piet Roubos

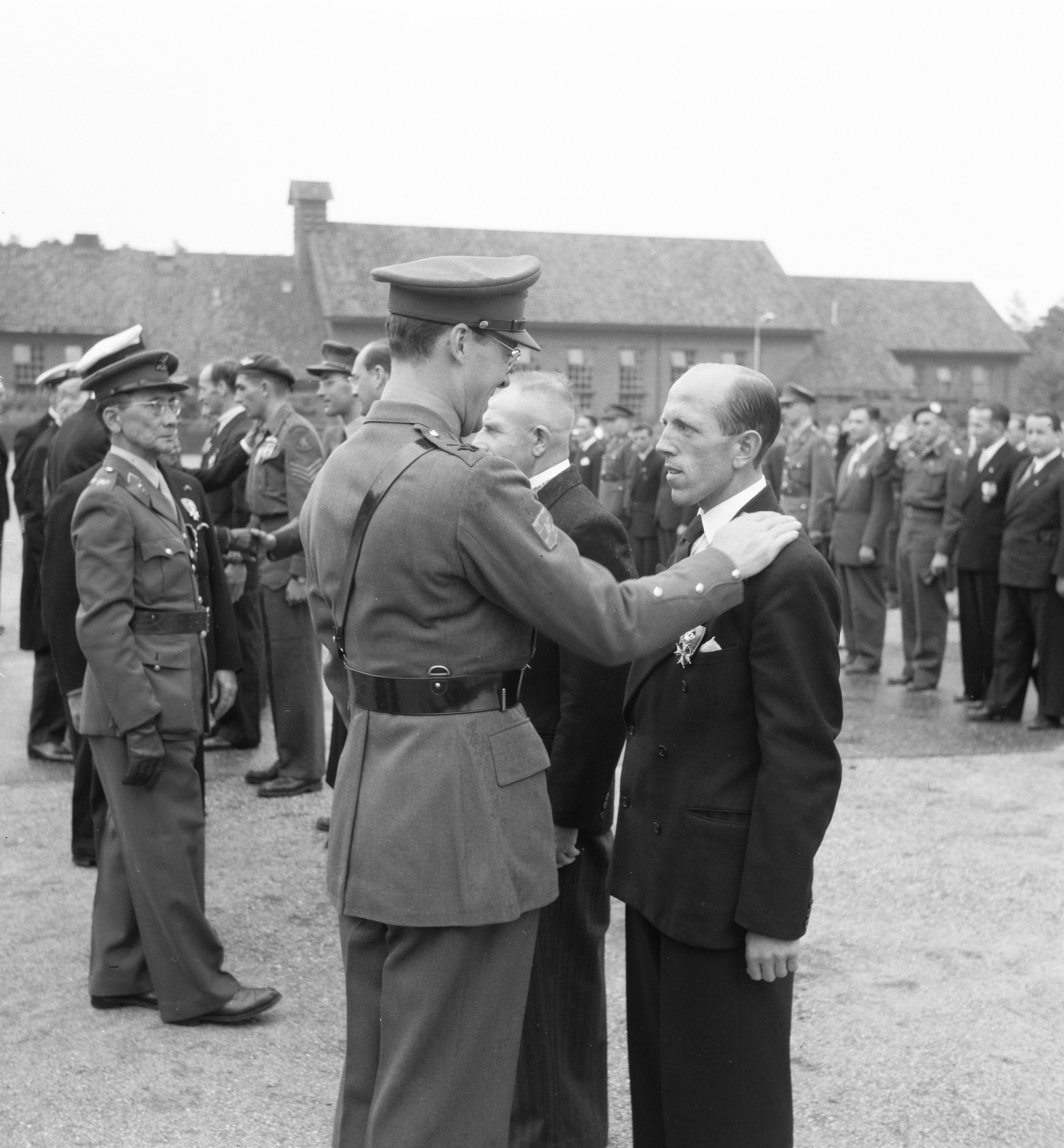
Roubos ontvangt de Militaire Willems-Orde uit handen van Prins Bernhard.

Hendrikus Johannes (Piet) Roubos (Sleeuwijk, 5 oktober 1916 - Werkendam, 19 september 2008) was een Nederlandse verzetsstrijder tijdens de Tweede Wereldoorlog.
Hij heeft zich tijdens de bezetting van Nederland door de Duitsers in de Wereldoorlog II enige malen naar de Zwitserse grens begeven voor het ten behoeve van de geallieerde legerleiding overgeven van tekeningen van vijandelijke verdedigingswerken. Hij deed dit tot hij begin oktober 1943 door de vijand dicht bij de Belgisch-Nederlandse grens werd gevangen genomen, waarna hij onmiddellijk daarop zich wist te bevrijden door een van de vijanden neer te slaan.
Hij heeft door na in 1944 te zijn opgetreden als commandant van de K.P. Sabotageploeg Rotterdam-Zuid, op onverschrokken en doortastende wijze, steeds onder uiterst moeilijke omstandigheden en met gevaar voor eigen leven, in opdracht van de Britse Admiraliteit, onder zijn leiding in de Rotterdamse havens 56.000 ton voor de vijand van groot nut zijnde scheepsruimte met de hem daartoe verstrekte magnetische tijdbommen doen zinken.
Voorts heeft hij na enige vergeefse pogingen, begin oktober 1944 de twee 10.000 tons koopvaardijschepen "Schönfeld" en "Hansa" tot zinken gebracht, waartoe hij gebruik maakte van de roeiboot van de Kriegsmarine.
Enige dagen daarna heeft hij een tiental lichters in de IJselmondse haven doen zinken en op 11 november 1944 toen de vijand een uitgebreide razzia in Rotterdam hield, door te simuleren zwaar gewond te zijn om op straat te kunnen zijn, een met duikbootonderdelen geladen schip in de Katendrechtse haven geheel alleen tot zinken weten te brengen.
Verder heeft hij op 17 januari 1945 nadat dit door een andere sabotageploeg vergeefs was beproefd de "Westerdam" in de Merwehaven doen zinken, welk schip door de vijand gedeeltelijk met beton was volgestort om te dienen als blokkade-schip in de Nieuwe Waterweg; hiertoe had hij beleidsvol voorbereidingen getroffen.
Ten slotte heeft hij de grote bok Titan in een haven bij Schiedam met enkele overgebleven tijdbommen tot zinken gebracht.
Piet Roubos was drager van de Militaire Willems-Orde. Hij overleed op 91-jarige leeftijd. In Voorschoten en in Werkendam is een straat naar hem genoemd.

## Decoraties
- Militaire Willems-Orde, Ridder vierde klasse
- Oorlogsherinneringskruis
- Verzetsherdenkingskruis
- Ereteken voor Orde en Vrede
- Mobilisatie-Oorlogskruis
- Croix de la Confédération Européenne des anciens Combattants